# 장수의 비밀
《장수의 비밀》은 금요일 밤 8시 40분에 EBS 1TV로 방송된 다큐멘터리 프로그램이다.

## 방송 시간
| 방송 채널 | 방송 기간                         | 방송 시간                                     |
| --------- | --------------------------------- | --------------------------------------------- |
| EBS 1TV   | 2013년 8월 27일 ~ 2014년 2월 18일 | 매주 화요일 밤 10시 45분 ~ 밤 11시 15분(30분) |
| EBS 1TV   | 2014년 2월 27일 ~ 2014년 8월 21일 | 매주 목요일 밤 11시 35분 ~ 밤 12시 5분(30분)  |
| EBS 1TV   | 2014년 9월 6일 ~ 2015년 2월 14일  | 매주 토요일 밤 10시 30분 ~ 밤 11시(30분)      |
| EBS 1TV   | 2015년 2월 28일                   | 매주 토요일 밤 10시 30분 ~ 밤 11시(30분)      |
| EBS 1TV   | 2015년 2월 21일                   | 매주 토요일 밤 10시 40분 ~ 밤 11시 10분(30분) |
| EBS 1TV   | 2015년 3월 6일 ~ 2016년 2월 26일  | 매주 금요일 저녁 7시 50분 ~ 밤 8시 20분(30분) |
| EBS 1TV   | 2016년 3월 2일 ~ 2017년 2월 22일  | 매주 수요일 밤 11시 35분 ~ 밤 12시 5분(30분)  |
| EBS 1TV   | 2017년 3월 1일 ~ 2018년 2월 21일  | 매주 수요일 밤 11시 35분 ~ 밤 12시 25분(50분) |
| EBS 1TV   | 2018년 3월 2일 ~ 2018년 5월 18일  | 매주 금요일 밤 8시 40분 ~ 밤 9시 30분(50분)   |

## 결방
- 2016년 9월 14일 : 추석특선영화 맨 인 블랙 관계로 1주일로 연기 되었다.